# Willy Gervin
Pour les articles homonymes, voir Gervin (homonymie).
Willy Gervin (né le 28 novembre 1903 à Copenhague et mort le 8 juillet 1951 à Roskilde) est un coureur cycliste danois. Lors des Jeux olympiques de 1932, il a remporté la médaille de bronze du tandem avec Harald Christensen.

## Palmarès

### Jeux olympiques
- Los Angeles 1932
  -  Médaillé de bronze du tandem

### Championnats du monde
- Zurich 1929
  -  Médaillé de bronze de la vitesse individuelle amateurs
- Copenhague 1931
  -  Médaillé d'argent de la vitesse individuelle amateurs

### Championnat national
- Champion du Danemark de vitesse individuelle amateurs